# Пираканта
Пирака́нта (лат. Pyracantha) — род колючих вечнозелёных кустарников из семейства Розовые (Rosaceae). Виды рода распространены в Юго-Восточной Азии, а также (только Pyracantha coccinea) на юге Европы. Широко используется в культуре как декоративное растение, в том числе на Черноморском побережье Кавказа в районе Сочи, а также в Крыму.

## Описание
Пряморастущие или раскидистые кустарники, могут достигать 6 м в высоту. Внешне несколько напоминают виды рода кизильник (Cotoneaster), но в отличие от последнего имеют побеги, покрытые нечастыми, но длинными (до 2,5 см) шипами и зубчатые вечнозелёные листья.
Белые цветки собраны в щитковидные соцветия. Плоды — красные, ярко-оранжевые или жёлтые мелкие, ягодоподобные, яблоки. Ранее род относили к подсемейству Яблоневые, в современной системе он отнесён к Спирейным.

## Виды
По данным сайта GRIN род включает не менее 6 видов:

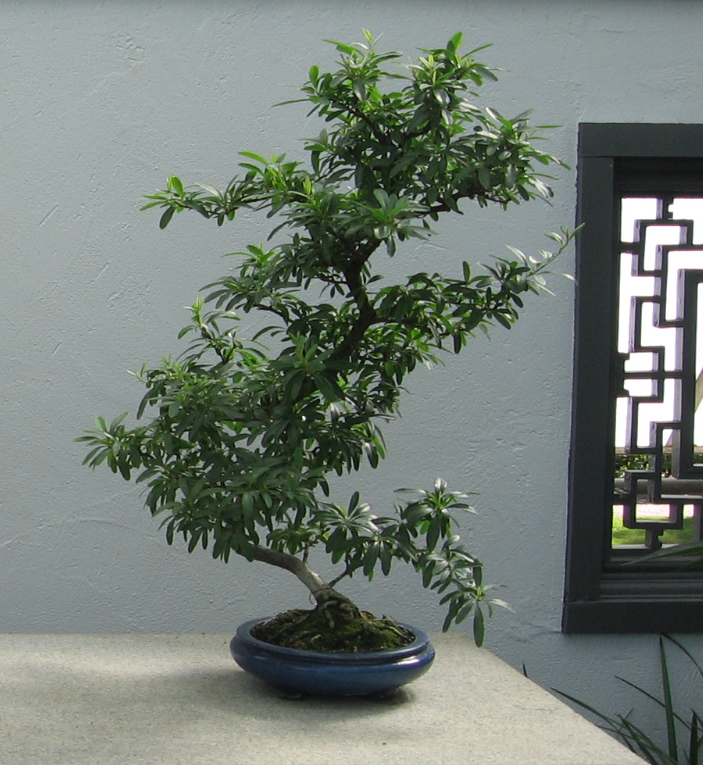
Бонсай из Pyracantha crenulata

- Pyracantha angustifolia (Franch.) Schneid. — Пираканта узколистная. Растёт в юго-западном Китае.
- Pyracantha atalantioides (Hance) Stapf. Растёт в южном Китае
- Pyracantha coccinea M.Roem. — Пираканта алая. Распространена в Италии и Малой Азии.
- Pyracantha crenulata (D.Don) M.Roem. — Пираканта городчатая. Произрастает в Гималаях
- Pyracantha koidzumii (Hayata) Rehder — Пираканта Коидзуми. Растёт на Тайване
- Pyracantha rogersiana Bean. — Пираканта Роджерса. Встречается в провинции Юньнань
- Pyracantha fortuneana (Maxim.) Li [syn. Pyracantha crenatoserrata (Hance) Rehder]. Происходит из Центрального Китая.

## Использование
Пираканты очень популярны как декоративная культура в зонах с мягким климатом. Наиболее холодостойкие сорта, происходящие от пираканты узколистной и пираканты алой, выдерживают зимы с минимальными температурами не ниже −20°С.
Пираканты ценятся за обильное цветение и столь же обильное и красочное плодоношение. Они могут выращиваться отдельными кустами, группами или в виде живых изгородей. Изгороди из пираканты не только нарядны, но и надёжно защищают сад благодаря острым шипам. Изгороди не теряют декоративности зимой, потому что всю зиму покрыты листьями и яркими плодами.
Густая листва и обилие ягод делают посадки очень привлекательными для птиц. Пираканта, так же, как и кизильник — хороший медонос.
В культуре пираканта несложна, хотя колючие стебли затрудняют обрезку. Она терпит разные почвы и полутень. Выращивать её можно из семян или зелёных черенков. Растёт достаточно быстро.
Может довольно сильно поражаться бактериальным ожогом, но есть сорта, устойчивые к этому заболеванию. Также болеет фитофторозом и паршой пираканты (вызывается грибом Spilocaea pyracanthae).
Пираканты также известны как комнатные растения. В домашних условиях им необходимо создать холодную зимовку с температурой близкой к 0°С или чуть выше. Из пираканты создают бонсаи.
Плоды пираканты несъедобны из-за горького вкуса, но не ядовиты.

### Некоторые известные гибриды и сорта

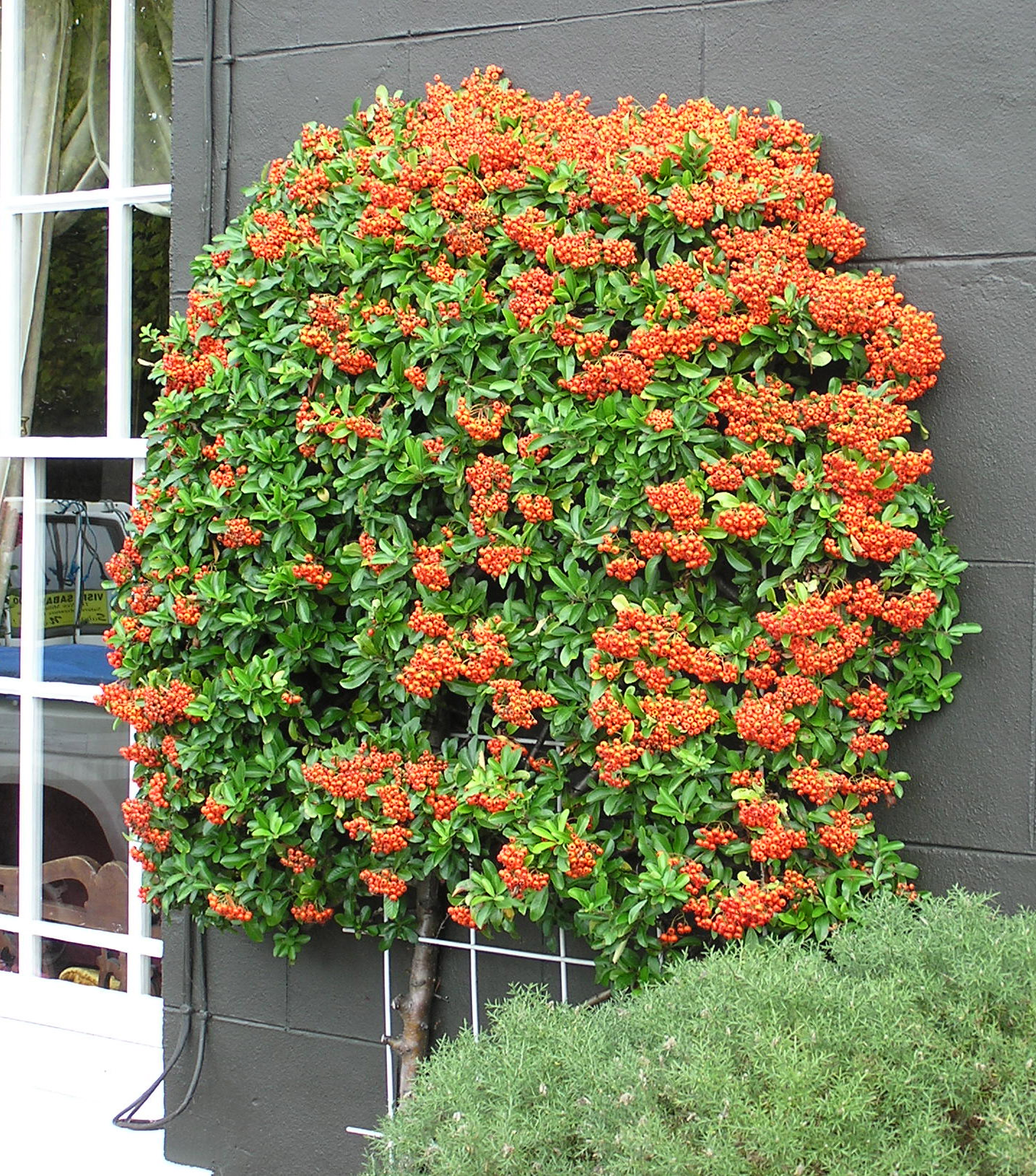
Штамбовая форма пираканты

- 'America'
- 'Firelight'
- 'Golden Charmer'
- 'Golden Dome'
- 'Lalandei'
- 'Mohave'
- 'Navajo'
- 'Orange Glow'
- 'Rosy Mantle'
- 'Santa Cruz'
- 'Soleil d’Or'
- 'Teton'
- 'Watereri'

## Пираканта в литературе
Firethorn (Огненный шип) — бестселлер американской писательницы Сары Миклем (Sarah Micklem), написанный в стиле фэнтези (2004, ISBN 0-7432-4794-9). Имя Firethorn носит героиня романа. Среди прочих её приключений — голодная жизнь в горах, где она ест ядовитые ягоды пираканты, но вместо смерти к ней приходит откровение и особый дар. Роман выдержал 5 изданий в США и Великобритании. Firethorn — это прямой перевод на английский латинского названия растения pyracantha, которое заимствовано из греческого языка и может переводиться как огненный шип или колючка.